# وست ويكهم (كامبريدجشير)
وست ويكهم (بالإنجليزية: West Wickham, Cambridgeshire)‏ هي قرية وأبرشية مدنية تقع في المملكة المتحدة في إنجلترا. يقدر عدد سكانها بـ 423 نسمة .